# Bad Medicine
«Bad Medicine» — песня американской группы Bon Jovi с их альбома 1988 года New Jersey. В начале сентября, предваряя выход альбома, была издана отдельным синглом. (Это был первый, лид-сингл с этого альбома.)
В США песня достигла 1 места в чарте Billboard Hot 100, в Великобритании сингл достиг 17 места (в сингловом чарте UK Singles Chart).
Для группы Bon Jovi это был третий хит номер 1 в США, причём все три были ими написаны в сотрудничестве с Дезмондом Чайлдом. (Предыдущие два — «You Give Love a Bad Name» и «Livin’ on a Prayer».)

## Сюжет песни
В песне любовь сравнивается с пристрастием к наркотикам. Текст полон нарочитых шуточных медицинских метафор, вроде «Здесь нет парамедика, чтобы спасти [меня] после этого сердечного приступа» (англ. There ain't no paramedic gonna save this heart attack).